# Albert Coady Wedemeyer
Albert Coady Wedemeyer (9 de julio de 1897, Omaha, Nebraska - 17 de diciembre de 1989, Fort Belvoir (Virginia)) fue un oficial del ejército estadounidense.
Se graduó en West Point y prestó servicio en China, las Filipinas y Europa, hasta la Segunda Guerra Mundial. Como Oficial del Estado Mayor en la división de estrategia bélica del Departamento de Guerra de los Estados Unidos (1941–1943), fue el principal artífice del prospecto de victoria de 1941 para la entrada a la guerra de los EE. UU. y ayudó con los planes de maniobras como la Campaña de Normandía.
Se volvió Jefe del Estado Mayor por elección del general Chiang Kai-shek y comandante de las fuerzas estadounidenses en China (1944–1946). Se retiró en 1951 y fue promovido al puesto de general en 1954.
- Datos: Q644730
- Multimedia: Albert Coady Wedemeyer / Q644730